# Todos contra Juan 2
Todos contra Juan 2 es la segunda temporada de la comedia argentina de 13 capítulos producida por Rosstoc y Farfán Televisión, creada y escrita por Gabriel Nesci. El formato fue adquirido por Fox Television Studios. Es la secuela de lo que fue la primera temporada de 2008, también escrita por Nesci. Se emitió en forma de unitario por Telefe desde el jueves 15 de abril de 2010 hasta el jueves 16 de julio.

## Sinopsis
En esta segunda etapa, Juan (Gastón Pauls) comenzará su convivencia con Luz (Mercedes Oviedo) y conseguirá un nuevo trabajo 'muy cerca' del mundo del cine. El protagonista buscará nuevos caminos para trascender en los medios e intentará orientar su carrera al mercado internacional. 

## Elenco
Contó con el elenco, al igual que en su primera temporada, de: Tony (Sebastián De Caro), Luz (Mercedes Oviedo), Ulises (Ezequiel Campa), Guillermo, el representante (Alfredo Castellani), Raul, un hombre que solamente sonríe (Hector Lamas) y los padres de Juan (Henny Trayles, Oscar Núñez). En esta temporada, Ricky Aiello, uno de los miembros del elenco original que interpretaba al alumno de teatro de Juan, apareció únicamente en el primer episodio. Esto fue debido a que tenía que grabar otro programa producido por Rosstoc, De lo nuestro lo peor... y lo mejor junto a Fabián Gianola.

## La Sota
Tiempo después de la primera temporada, comenzaron a circular en varios sitios como Taringa y en grupos de la red social Facebook, publicaciones que sostenían que Gastón Pauls tenía un extraordinario parecido a la figura que aparece en el naipe de 10 de copas de la baraja española, conocido comúnmente como La Sota. Consciente de que este curioso fenómeno surgido en la web había aumentado la popularidad del programa, el actor decidió incorporarlo a la serie. En el primer episodio, cuando Juan y Tony están colocando el cartel con el nombre del videoclub, la carta cae del cielo y Tony afirma que se trata de una señal divina para que Juan llegue a Hollywood.
Posteriormente, en otro capítulo, Juan es invitado a una fiesta de disfraces, en la cual intercambia el suyo (de diablo) con el disfraz de Ricardo Bauleo, resultando ser éste el de La Sota. El personaje tiene incluso su propio latiguillo: 'No confundan los tantos' que repite en una sitcom ficticia protagonizada por Juan Perugia, Soledad Fandiño y Mario Pasik durante uno de los capítulos de la serie.
En el último capítulo, cuando Juan viaja a Los Ángeles y llega a la productora de la remake de La Vida es un Juego en Estados Unidos, es reconocido por un guardia de seguridad que lo asocia con un personaje que es la cara de una publicidad de una franquicia de donuts. El personaje es un bufón conocido como The Fool (en español: El Tonto, El Payaso) y es una parodia de La Sota.

## Apariciones especiales
Los personajes famosos a los que recurre Juan en su busca de éxito, son interpretados por ellos mismos, aunque caricaturizándose e inventando ciertos rasgos negativos propios. Algunos simplemente realizan cameos durante la serie o aparecen en eventos y entregas de premios reales a las que asiste Gastón Pauls caracterizado como Juan Perugia. Ellos son:
- Ricardo Bauleo
- Soledad Fandiño
- Alejandro Fiore
- Georgina Barbarossa
- Mariana Esnoz
- Greg Dayton
- Boy Olmi
- Mario Pasik
- Flavia Marco
- José Luis Gioia
- Rodrigo Rodríguez
- Violeta Lo Re
- Juanchi Baleirón
- Fabián Vena
- Gabriel Goity
- Germán Kraus
- Cecilia Gispert
- Alberto Anchart
- Marcela Kloosterboer
- Esteban Prol
- Cecilia Dopazo
- Julieta Díaz
- Carolina Oltra
- Julián Weich
- Delfina Gerez Bosco
- Rodolfo Barili
- Nancy Duplaa
- Pablo Echarri
- Iván Noble
- Silvina Luna
- Cinthia Fernández
- Arturo Bonín
- Agustina Cherri
- Matías Martin
- Nicolás Vázquez
- Jorge Lafauci
- Jorge Ibáñez
- Griselda Siciliani
- Teté Coustarot
- Mirta Busnelli
- Marley
- Carla Peterson
- Daniel Fanego
- Carlos Portaluppi
- Luis Machín
- Clemente Cancela
- Fierita
- Claudio Villarruel
- Axel Kuschevatzky
- Gabriel Nesci
- Jorge Maestro
- Guillermo Guido
- Susana Giménez
- Steve Carrell
- Julie Andrews
- Benicio Del Toro